# Stan setkávání

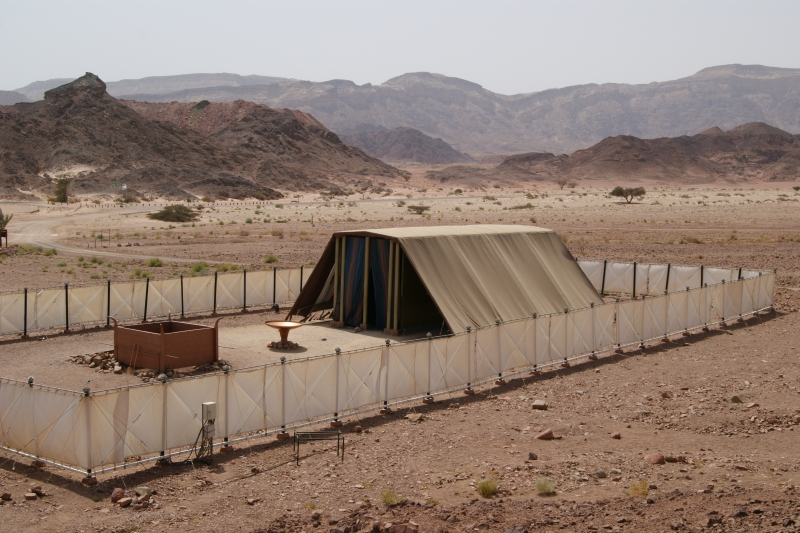
Model stanu setkávání v údolí Timna (Izrael)

Stan setkávání (hebrejsky משכן‎, miškan), někdy také stan setkání, stan úmluvy, stánek úmluvy nebo příbytek, byla podle hebrejské bible čili Starého zákona přenosná svatyně hebrejského národa, předchůdce Jeruzalémského chrámu. Jeho podobu popisuje Druhá kniha Mojžíšova. Uvnitř se nacházela archa úmluvy.
Přenosný příbytek Hospodinův byl zbudován na poušti jakožto první svatyně. V knize Deuteronomium klade Mojžíš před vstupem Izraelitů do země zaslíbené důraz na centralizaci bohoslužby do jediné svatyně, která bude stát „na místě, které Hospodin vyvolí“. Když Izraelité vstoupili do země zaslíbené, putoval příbytek Hospodinův po mnoha místech. Jedním z těchto míst, kde příbytek po nějaký čas stál, bylo Šílo, jak to popisuje 1. kniha Samuelova. Po vybudování stálého chrámu v Jeruzalémě byl příbytek přenesen do něj.
Nejsvětějším místem svatyně byla velesvatyně, ve které byla archa úmluvy s příkrovem s cheruby. Po celý rok bylo toto místo z úcty odděleno oponou, aby ji lid nemohl spatřit. Do velesvatyně bylo povoleno vstoupit jen veleknězi, a to pouze v jediném dni v roce, v Den smíření (Jom kipur).
Před velesvatyní se nacházela svatyně, kde se na pozlaceném oltáři obětovalo kadidlo. V místnosti byla také menora a pozlacený stůl s předkladnými chleby. Do tohoto prostoru mohli vstupovat jen kněží z rodu Áronova. Kněží museli přicházet bosí jakožto projevení úcty Hospodinově svatosti. Kromě kněží se chrámové služby účastnili také levité. Při putování pouští byli odpovědní za přesun celého příbytku Hospodinova, později jejich služba nabyla těchto forem: levité se stali ochrannou stráží svatyně a měli na starost chrámovou hudbu.
Podobu prvotního chrámového vybavení můžeme jen odhadovat, jsme odkázáni jen na slovní popis, protože většina vybavení byla zničena při prvním zničení chrámu.